# Sam Larsson
Sam Larsson (Gotemburgo, 10 de abril de 1993) es un futbolista sueco que juega en la demarcación de extremo para el Antalyaspor de la Superliga de Turquía.

## Selección nacional
Tras jugar en la selección de fútbol sub-19 de Suecia y en la sub-21, finalmente el 15 de noviembre de 2016 hizo su debut con la selección absoluta en un encuentro amistoso contra Hungría que finalizó con un resultado de 0-2 a favor del combinado sueco tras los goles de Isaac Kiese Thelin y del propio Larsson.

### Goles internacionales
| # | Fecha                   | Estadio                           | Oponente | Gol | Resultado | Competición |
| - | ----------------------- | --------------------------------- | -------- | --- | --------- | ----------- |
| 1 | 15 de noviembre de 2016 | Groupama Arena, Budapest, Hungría | Hungría  | 0-1 | 0–2       | Amistoso    |

## Clubes
| Club             | País         | Año       | Partidos | Goles |
| ---------------- | ------------ | --------- | -------- | ----- |
| IFK Göteborg     | Suecia       | 2012-2014 | 69       | 8     |
| S. C. Heerenveen | Países Bajos | 2014-2017 | 98       | 23    |
| Feyenoord        | Países Bajos | 2017-2020 | 102      | 21    |
| Dalian Pro F. C. | China        | 2020-2022 | 28       | 7     |
| Antalyaspor      | Turquía      | 2022-     | 101      | 14    |

## Palmarés

### Campeonatos nacionales
| Título                        | Club         | País         | Año  |
| ----------------------------- | ------------ | ------------ | ---- |
| Copa de Suecia                | IFK Göteborg | Suecia       | 2013 |
| Copa de los Países Bajos      | Feyenoord    | Países Bajos | 2018 |
| Supercopa de los Países Bajos | Feyenoord    | Países Bajos | 2018 |

### Campeonatos internacionales
| Título          | Club                       | País            | Año  |
| --------------- | -------------------------- | --------------- | ---- |
| Eurocopa Sub-21 | Selección sub-21 de Suecia | República Checa | 2015 |